# Owain Wyn Evans
Owain Wyn Evans (nacido el 9 de marzo de 1984) es un periodista británico, locutor y galardonado presentador de televisión, que actualmente trabaja para la BBC como presentador meteorológico para servicios de televisión y radio en Inglaterra. Es el presentador principal del clima para el programa insignia de noticias nocturnas North West Tonight y es conocido por su ejecución de batería, redes sociales y su trabajo LGBTQ.

## Carrera

### Trabajo televisivo
Evans comenzó su carrera en la radiodifusión a los 18 años cuando se convirtió en el presentador del programa de noticias para niños en idioma galés, Ffeil. Ha contribuido a una variedad de programas en Gales, incluidos los programas de idioma galés de S4C Stwnsh, Planed Plant, Salon, Uned5, I'r Eithaf y Wedi 7
Luego trabajó como reportero, presentador y periodista de video para BBC Wales y en 2012 comenzó a presentar el clima en BBC Wales Today. Evans presentó pronósticos del tiempo en muchos países y regiones de la BBC entre 2012 y 2015, incluidos BBC London, BBC Reporting Scotland y BBC Spotlight. En 2015, se unió al equipo de presentación de noticias y clima para BBC Look North. En septiembre de 2019 se anunció que Evans sería el nuevo presentador meteorológico líder para BBC North West Tonight.
En abril de 2020, Evans se unió a Carol Vorderman en una gira por Gales, donde le enseñó a hablar el idioma galés para el programa de televisión de S4C 'Iaith ar Daith'.
A Evans se le atribuye la introducción de pronósticos de video de formato corto en las redes sociales, ya que los produjo por primera vez en la plataforma de intercambio de videos Vine en 2013. Los desarrolló en pronósticos y stickers GIF, que están disponibles en la mayoría de las plataformas de redes sociales.
En 2017, Evans celebró el Día Internacional del Drag dando un pronóstico temático de drag queen que rinde homenaje a drag queens y RuPaul's Drag Race. En 2019 trabajó con BBC Three y RuPaul's Drag Race UK para filmar una versión actualizada del pronóstico, incluidos los nombres de cada concursante en el programa de televisión antes del lanzamiento.
En 2018, Evans colaboró con Netflix para producir una serie de videos celebrando eventos de orgullo en todo el Reino Unido con Karamo Brown de Queer Eye.

### Presentador radiofónico
En 2012, Evans se convirtió en presentador de tráfico y clima para BBC Radio Cymru. Evans ha presentado varios programas de radio para las estaciones de radio local de la BBC en toda Inglaterra. 
En la primavera de 2017 se anunció que Evans presentaría su propio programa en BBC Radio York.
Evans copresenta regularmente junto a Carol Vorderman en BBC Radio Wales. En 2020, comenzó a presentar junto a Helen Skelton en BBC Radio 5 Live.

### Baterista
Evans es un baterista semiprofesional. En abril de 2020, Evans produjo un video de él tocando el tema de BBC News después de presentar un pronóstico del tiempo. El video se volvió viral y apareció en los medios de comunicación de todo el mundo.
Como resultado del video, Evans apareció en una serie de programas de la BBC y volvió a grabar sus temas, incluidos The One Show, BBC Breakfast y Steve Wright en la tarde en la BBC Radio 2.
El proyecto de proyecto de radio y televisión local 'Owain's Big House Band' vio a Evans acompañado por cientos de otros músicos que tocaron el video original desde sus propias casas durante el bloqueo de la pandemia por COVID-19

## Premios y reconocimientos
En julio de 2019, Evans fue galardonado como mejor presentador de televisión en los O2 Media Awards para Yorkshire y Humber.
Ha aparecido en la 'Lista Pinc' de WalesOnline de las personas LGBTQ más influyentes de Gales en numerosas ocasiones

## Vida personal
Evans ha hablado sobre el abuso homofóbico recibido en Twitter por su estilo de presentación y continúa expresando su apoyo a la comunidad LGBTQ.
En marzo de 2017, Evans se casó con su amigo de larga data Arran Rees en Londres.
En su tiempo libre, Evans disfruta tocando la batería.